# Жасарал
Жасара́л (каз. Жасарал) — село у складі Курмангазинського району Атирауської області Казахстану. Входить до складу Жанаталапського сільського округу.
У радянські часи село називалось Тазарал.
Населення — 80 осіб (2021; 145 у 2009, 383 у 1999).